# Es de verdad
«Es De Verdad» es el quinto sencillo oficial de la cantante mexicana Belinda de su segundo álbum de estudio, Utopía. 

## Información

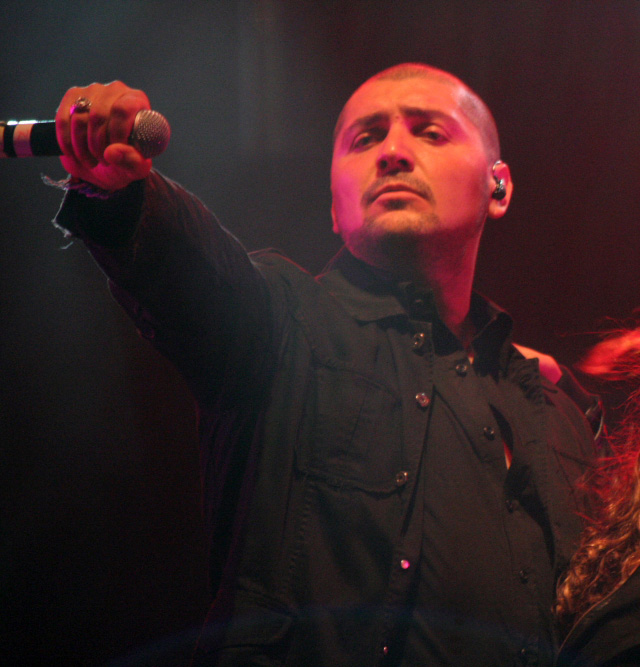
Reyli, autor de la canción.

### Composición
La canción es una balada romántica fue compuesta por Reyli Barba, Karen Juantorena Foyo y Diego González, y producida por Armando Ávila.

### Antecedentes
La canción fue lanzada para promocionar la reedición del álbum Utopía, lanzada en Estados Unidos, apareciendo también en el EP Utopía 2.
Fue lanzada oficialmente en las radios de los Estados Unidos en octubre de 2007, después de Luz Sin Gravedad. Aunque no se realizó un video oficial para el sencillo, logró entrar en las listas musicales de Estados Unidos y Venezuela.

### Lista de canciones
Descarga digital/Promo
1. «Es De Verdad»

## Posicionamiento en listas
| Listas (2007/2008)                 | Mejor posición |
| ---------------------------------- | -------------- |
| Estados Unidos (Hot Latin Tracks)  | 41             |
| Estados Unidos (Latin Pop Airplay) | 18             |
| Venezuela (Record Report Top 200)  | 186            |

## Versiones oficiales
- «Es De Verdad» (Álbum Versión)